# سكوت كانون
سكوت كانون (بالإنجليزية: Scott Cannon)‏ (22 يوليو 1968 في الولايات المتحدة - ) هو مدرب كرة قدم ولاعب كرة قدم أمريكي في مركز الدفاع. لعب مع تامبا باي موتيني وكولورادو رابيدز وكولومبوس كرو وتشارلستون بيتري وريتشموند كيكرز وHarrisburg Heat (1991–2003) ‏ وAlbany Alleycats ‏ وCincinnati Silverbacks ‏ وDetroit Rockers ‏ وألباني كابيتالز ‏.

## وصلات خارجية
- سكوت كانون على موقع الدوري الأمريكي (الإنجليزية)
- سكوت كانون على موقع قاعدة بيانات كرة القدم.إي يو (الإنجليزية)